# Елегазов прекъсвач
Елегазов прекъсвач е силов комутационен апарат, използван в електроразпределителните уредби, за разпределение на електрическа енергия от една силова линия към друга или към няколко ксилови линии[ неясно? ]. Елегазът (SF6) e газ, който под налягане се използва за гасене на електрическа дъга, която възниква при комутация на напрежения с висока стойност. Той притежава отлични диелектични свойства и не е токсичен.
Основно този прекъсвач се класифицира на три типа: небутален, с едно бутало и с две бутала.
При нормалните работни условия, контактите на прекъсвача са затворени. Когато възникне повредата в електроенергийната система, контактите се дърпат и между тях се създава електрическа дъга. Преместването на подвижните контакти се синхронизира с клапана, който влиза в газта с високо налягане SF6 в прекъсващата камера на дъгата при налягане от около 16 кг на квадратен сантиметър. Елегазовите прекъсвачи от тип резервоар моделите[ неясно? ] се управляват от задвижвания и трансформатори.
За какво е стремеж?[ неясно? ] Механизмът му е регулатор и целта му е да включи или изключи електричеството, ако е необходимо и да поддържа дъгата на зададено ниво.